# غونزاغو سان بري
غونزاغو سان بري (بالفرنسية: Gonzague Saint Bris)‏ (ولد 26 يناير 1948 في إقليم أندر ولوار وتوفي 8 أغسطس 2017 في كالفادوس، كان كاتبا وصحفيا فرنسيا.

## روابط خارجية
- غونزاغو سان بري على موقع IMDb (الإنجليزية)
- غونزاغو سان بري على موقع ميوزك برينز (الإنجليزية)
- غونزاغو سان بري على موقع ديسكوغز (الإنجليزية)
- غونزاغو سان بري على موقع قاعدة بيانات الفيلم (الإنجليزية)